# Cecília Meireles (política)
Cecília Felgueiras de Meireles Graça (Porto, Cedofeita, 29 de Maio de 1977) é uma política e jurista portuguesa. Foi deputada na Assembleia da República do CDS-PP pelo círculo eleitoral do Porto. Ganhou notoriedade pelas suas intervenções nas Comissões Parlamentares de Inquérito aos Programas Relativos à Aquisição de Equipamentos Militares e à Caixa Geral de Depósitos.

## Biografia

### Vida pessoal
Primogénita de três filhas de José Maria Ferreira de Meireles Graça (Guimarães, Lordelo, 3 de Maio de 1951), Industrial, e de sua mulher (casamento a 9 de Agosto de 1976) Maria Henriqueta Guimarães Jordão Felgueiras (Julho de 1953), com o Curso de Pintura pela Escola Superior de Belas Artes do Porto, sobrinha-décima-primeira-neta por via natural do 9.º Senhor de Unhão de juro e herdade e 1.º Conde de Unhão e do 1.º Conde de Vila Pouca de Aguiar.
O interesse pela atividade política surgiu-lhe logo aos 15 anos, quando foi bater à porta dos quatro principais partidos de Guimarães para conhecer as suas propostas políticas. Identificando-se com o CDS-PP, então liderado por Manuel Monteiro, acabou por se afiliar à Juventude Popular, participando ativamente contra a regionalização no referendo de 1998.
Licenciou-se em Direito pela Faculdade de Direito da Universidade de Coimbra, com um MBA pela Escola de Gestão do Porto - UPBS. É Jurista.

### Vida política
Começou o seu trabalho político enquanto assessora do grupo parlamentar do CDS na Assembleia da República entre 2002 e 2005. Foi Membro da Assembleia de Freguesia de Ramalde, Membro da Assembleia Municipal do Porto e Secretária de Estado do Turismo. Foi Membro da Comissão Executiva e da Comissão Política Distrital do Porto do CDS-PP.
Foi deputada à Assembleia da República enquanto cabeça-de-lista do CDS-PP pelo Círculo Eleitoral do Porto.

## Carreira Legislativa: 2009-2019
Foi eleita Deputada pelo Centro Democrático Social - Partido Popular, sempre em representação do Círculo Eleitoral do Porto.
Teve o seu primeiro exercício de funções como Deputada na XI Legislatura da Terceira República Portuguesa, de 15 de Outubro de 2009 a 19 de Junho de 2011, depois para a XII Legislatura da Terceira República Portuguesa, de 20 de Junho de 2011 a 22 de Outubro de 2015, para a XIII Legislatura da Terceira República Portuguesa, de 23 de Outubro de 2015 a 24 de Outubro de 2019, e para a XIV Legislatura da Terceira República Portuguesa, desde 25 de Outubro de 2019.

### Comissões Parlamentares
É vice-presidente do Grupo Parlamentar e coordenadora da Comissão de Orçamento, Finanças e Modernização Administrativa. Faz parte da II Comissão Parlamentar de Inquérito à Recapitalização da Caixa Geral de Depósitos e à Gestão do Banco enquanto coordenadora do Grupo Parlamentar e ainda da Comissão de Economia, Inovação e Obras Públicas a suplente.

Participa ainda nos grupos de trabalho de Produtos Alimentares nas Cantinas e Refeitórios Públicos e Conta Base, Condições dos Contratos de Crédito, Supervisão Bancária, Lei de Enquadramento Orçamental e Avaliação do Endividamento Público e Externo na Assembleia da República.